# Sphecodopsis papilla
Sphecodopsis papilla är en biart som beskrevs av Constance Margaret Eardley 2007. Sphecodopsis papilla ingår i släktet Sphecodopsis och familjen långtungebin. Inga underarter finns listade i Catalogue of Life.